# Gemeneta
Gemeneta is een geslacht van rechtvleugeligen uit de familie veldsprinkhanen (Acrididae). De wetenschappelijke naam van dit geslacht is voor het eerst geldig gepubliceerd in 1892 door Karsch.

## Soorten
Het geslacht Gemeneta omvat de volgende soorten:
- Gemeneta opilionoides Bolívar, 1905
- Gemeneta terrea Karsch, 1892